# Colombia en los Juegos Olímpicos
Colombia en los Juegos Olímpicos está representada por el Comité Olímpico Colombiano. El país ha participado en todos los certámenes olímpicos desde Los Ángeles 32 con excepción de Helsinki 52. Desde 2010, Colombia también participa en los Olímpicos de Invierno, aunque en Sochi 14 no envió representación, y en los Olímpicos Juveniles desde su primera edición. El país participa en los Olímpicos Juveniles de Invierno desde su tercera edición en Lausana 20.
Colombia obtuvo sus primeras 3 medallas olímpicas en Múnich 72. Adicionalmente, las cinco medallas de oro se han obtenido en 3 justas olímpicas diferentes: Sídney 2000 (1), Londres 2012 (1) y Río 2016 (3), siendo esta última la mejor actuación colombiana en una cita olímpica. 
En lo que se refiere a estadísticas en general, Colombia ha conseguido alguna medalla en 11 justas olímpicas diferentes: Múnich 72, Los Ángeles 84, Seúl 88, Barcelona 92, Sídney 2000, Atenas 2004, Pekín 2008, Londres 2012, Río 2016. Tokio 2020 y París 2024.
Tras París 2024, Colombia lleva una racha de 7 ediciones consecutivas ganando al menos una medalla olímpica desde Sídney 2000.
Mariana Pajón, ciclista de BMX, es la deportista colombiana más destacada en los juegos, con tres medallas olímpicas: 1 oro en Londres 2012 y otro en Río 2016; más una plata en Tokio 2020.
Asimismo, las medallas conseguidas fueron realizadas en 9 deportes diferentes: atletismo, boxeo, ciclismo, halterofilia, disparo, judo, gimnasia, lucha y taekwondo.

## Delegaciones
En sus diecinueve participaciones en los Juegos Olímpicos, Colombia ha enviado las siguientes delegaciones de deportistas:
| Participaciones | Edición             | Disciplinas | Tamaño delegación | Tamaño delegación | Tamaño delegación | Abanderado                          | Abanderado                  |             |         |         |  |  |
| --------------- | ------------------- | ----------- | ----------------- | ----------------- | ----------------- | ----------------------------------- | --------------------------- | ----------- | ------- | ------- |  |  |
| Participaciones | Edición             | Disciplinas |                   |                   |                   | Abanderado                          | Abanderado                  | Deportistas | Hombres | Mujeres |  |  |
| 1               | Los Ángeles 1932    | 1 deporte   | 1                 | 1                 | 0                 | Jorge Perry                         | Atletismo                   |             |         |         |  |  |
| 2               | Berlín 1936         | 1 deporte   | 5                 | 5                 | 0                 | José Domingo Sánchez                | Atletismo                   |             |         |         |  |  |
| 3               | Londres 1948        | 3 deportes  | 6                 | 6                 | 0                 | Luis Eduardo González               | Natación                    |             |         |         |  |  |
| 4               | Melbourne 1956      | 6 deportes  | 26                | 26                | 0                 | Jaime Aparicio                      | Atletismo                   |             |         |         |  |  |
| 5               | Roma 1960           | 5 deportes  | 16                | 16                | 0                 | Emilio Echeverri                    | Esgrima                     |             |         |         |  |  |
| 6               | Tokio 1964          | 6 deportes  | 20                | 20                | 0                 | Emilio Echeverri                    | Esgrima                     |             |         |         |  |  |
| 7               | México 1968         | 5 deportes  | 43                | 38                | 5                 | Ricardo González                    | Natación                    |             |         |         |  |  |
| 8               | Múnich 1972         | 8 deportes  | 59                | 55                | 4                 | Alfonso Pérez                       | Boxeo                       |             |         |         |  |  |
| 9               | Montreal 1976       | 7 deportes  | 35                | 32                | 3                 | Helmut Bellingrodt                  | Tiro deportivo              |             |         |         |  |  |
| 10              | Moscú 1980          | 3 deportes  | 23                | 23                | 0                 | Enrique Peña                        | Marcha atlética             |             |         |         |  |  |
| 11              | Los Ángeles 1984    | 8 deportes  | 39                | 36                | 3                 | Pablo Restrepo                      | Natación                    |             |         |         |  |  |
| 12              | Seúl 1988           | 10 deportes | 40                | 34                | 6                 | Jorge Enrique Molina                | Tiro deportivo              |             |         |         |  |  |
| 13              | Barcelona 1992      | 11 deportes | 49                | 46                | 3                 | Bernardo Tovar                      | Tiro deportivo              |             |         |         |  |  |
| 14              | Atlanta 1996        | 9 deportes  | 48                | 39                | 9                 | Marlon Pérez                        | Ciclismo                    |             |         |         |  |  |
| 15              | Sídney 2000         | 13 deportes | 44                | 25                | 19                | María Isabel Urrutia                | Halterofilia                |             |         |         |  |  |
| 16              | Atenas 2004         | 15 deportes | 53                | 32                | 21                | Carmenza Delgado                    | Halterofilia                |             |         |         |  |  |
| 17              | Pekín 2008          | 16 deportes | 67                | 43                | 24                | María Luisa Calle                   | Ciclismo                    |             |         |         |  |  |
| 18              | Londres 2012        | 18 deportes | 104               | 46                | 58                | Mariana Pajón                       | BMX                         |             |         |         |  |  |
| 19              | Río de Janeiro 2016 | 23 deportes | 147               | 75                | 72                | Yuri Alvear                         | Judo                        |             |         |         |  |  |
| 20              | Tokio 2020          | 16 deportes | 71                | 46                | 25                | Caterine Ibargüen Yuberjen Martínez | Atletismo Boxeo             |             |         |         |  |  |
| 21              | París 2024          | 19 deportes | 89                | 37                | 52                | Flor Ruiz Kevin Quintero            | Atletismo Ciclismo de Pista |             |         |         |  |  |

| Participaciones | País             | Disciplinas | Tamaño delegación | Tamaño delegación | Tamaño delegación | Abanderado                  | Abanderado                         | Abanderado |             |         |         |                 |              |
| --------------- | ---------------- | ----------- | ----------------- | ----------------- | ----------------- | --------------------------- | ---------------------------------- | ---------- | ----------- | ------- | ------- | --------------- | ------------ |
| Participaciones | País             | Disciplinas |                   |                   |                   | Abanderado                  | Abanderado                         | Abanderado | Deportistas | Hombres | Mujeres |                 |              |
| Participaciones | País             | Disciplinas | 1                 | Vancouver 2010    | 1 deporte         | Abanderado                  | Abanderado                         | Abanderado | 1           | 0       | 1       | Cynthia Denzler | Esquí alpino |
| 2               | Pyeongchang 2018 | 3 deportes  | 4                 | 3                 | 1                 | Pedro Causil                | Patinaje de velocidad              |            |             |         |         |                 |              |
| 3               | Pekín 2022       | 3 deportes  | 3                 | 2                 | 1                 | Laura Gómez Carlos Quintana | Patinaje de velocidad Esquí alpino |            |             |         |         |                 |              |

Para la fecha, la nadadora Olga Lucía de Angulo quien participó en los Juegos Olímpicos de México 1968, ha sido la deportista colombiana más joven en integrar la delegación con 12 años y 329 días. Mientras que el jinete Héctor Rodríguez (n. 2 de abril de 1936) es el deportista con mayor edad al participar a los 52 años y 176 días en los Juegos Olímpicos de Seúl 1988.

## Medallistas

### Olímpicos de verano
| Evento              |   |    |    | T  | Detalle |
| ------------------- | - | -- | -- | -- | --- |
| Múnich 1972         | 0 | 1  | 2  | 3  | Tiro deportivo, Blanco móvil 10 m, Helmut Bellingrodt Boxeo, 57 - 60 kg, Alfonso Pérez Boxeo, 54 - 57 kg, Clemente Rojas |
| Los Ángeles 1984    | 0 | 1  | 0  | 1  | Tiro deportivo, Blanco móvil 10 m, Helmut Bellingrodt |
| Seúl 1988           | 0 | 0  | 1  | 1  | Boxeo, 51 - 54 kg, Jorge Julio Rocha |
| Barcelona 1992      | 0 | 0  | 1  | 1  | Atletismo, 400 m planos, Ximena Restrepo |
| Sídney 2000         | 1 | 0  | 0  | 1  | Halterofilia, 69 - 75 kg, María Isabel Urrutia |
| Atenas 2004         | 0 | 0  | 2  | 2  | Ciclismo en pista, María Luisa Calle Halterofilia, 53 kg, Mabel Mosquera |
| Pekín 2008          | 0 | 2  | 1  | 3  | Halterofilia, 62 kg, Diego Salazar Halterofilia, 69 kg, Leidy Solís Lucha, 55 kg, Jackeline Rentería |
| Londres 2012        | 1 | 3  | 5  | 9  | BMX, Mariana Pajón Atletismo, Triple Salto, Caterine Ibargüen Ciclismo en ruta, Rigoberto Urán Halterofilia, 62 kg, Óscar Figueroa Halterofilia, 69 kg, Ubaldina Valoyes Lucha, 55 kg, Jackeline Rentería Judo, 70 kg, Yuri Alvear BMX, Carlos Oquendo Taekwondo, 58 kg, Óscar Muñoz |
| Río de Janeiro 2016 | 3 | 2  | 3  | 8  | Halterofilia, 62 kg, Óscar Figueroa Atletismo, Triple Salto, Caterine Ibargüen BMX, Mariana Pajón Judo, 70 kg, Yuri Alvear Boxeo, 49 kg, Yuberjen Martínez Halterofilia, 69 kg, Luis Mosquera Boxeo, 51 kg, Ingrit Valencia BMX, Carlos Ramírez Yepes                                |
| Tokio 2020          | 0 | 4  | 1  | 5  | Halterofilia, 67 kg, Luis Mosquera BMX, Mariana Pajón Atletismo, 400m planos, Anthony Zambrano Atletismo, 20 km marcha, Sandra Lorena Arenas BMX, Carlos Ramírez Yepes |
| París 2024          | 0 | 3  | 1  | 4  | Gimnasia artística, barra fija, Ángel Barajas Halterofilia, 89 kg, Yeison López Halterofilia, 71 kg, Mari Leivis Sánchez Lucha, 76 kg, Tatiana Rentería |
| TOTAL               | 5 | 16 | 17 | 38 | |

### Desempeño
29 deportistas colombianos han conquistado 38 medallas en la historia de los Juegos Olímpicos:
| Clasificación del país | Deportista           | Disciplina         | Edición                                     |   |   |   | Total |
| ---------------------- | -------------------- | ------------------ | ------------------------------------------- | - | - | - | ----- |
| 1                      | Mariana Pajón        | Ciclismo BMX       | Tokio 2020 Río de Janeiro 2016 Londres 2012 | 2 | 1 | 0 | 3     |
| 2                      | Óscar Figueroa       | Halterofilia       | Río de Janeiro 2016 Londres 2012            | 1 | 1 | 0 | 2     |
| 2                      | Caterine Ibargüen    | Atletismo          | Río de Janeiro 2016 Londres 2012            | 1 | 1 | 0 | 2     |
| 4                      | María Isabel Urrutia | Halterofilia       | Sídney 2000                                 | 1 | 0 | 0 | 1     |
| 5                      | Helmut Bellingrodt   | Tiro deportivo     | Los Ángeles 1984 Múnich 1972                | 0 | 2 | 0 | 2     |
| 6                      | Yuri Alvear          | Judo               | Río de Janeiro 2016 Londres 2012            | 0 | 1 | 1 | 2     |
| 6                      | Luis Mosquera        | Halterofilia       | Tokio 2020 Río de Janeiro 2016              | 0 | 1 | 1 | 2     |
| 8                      | Diego Salazar        | Halterofilia       | Pekín 2008                                  | 0 | 1 | 0 | 1     |
| 8                      | Leidy Solís          | Halterofilia       | Pekín 2008                                  | 0 | 1 | 0 | 1     |
| 8                      | Rigoberto Urán       | Ciclismo           | Londres 2012                                | 0 | 1 | 0 | 1     |
| 8                      | Yuberjen Martínez    | Boxeo              | Río de Janeiro 2016                         | 0 | 1 | 0 | 1     |
| 8                      | Anthony Zambrano     | Atletismo          | Tokio 2020                                  | 0 | 1 | 0 | 1     |
| 8                      | Sandra Lorena Arenas | Atletismo          | Tokio 2020                                  | 0 | 1 | 0 | 1     |
| 8                      | Ángel Barajas        | Gimnasia artística | París 2024                                  | 0 | 1 | 0 | 1     |
| 8                      | Yeison López         | Halterofilia       | París 2024                                  | 0 | 1 | 0 | 1     |
| 8                      | Mari Leivis Sánchez  | Halterofilia       | París 2024                                  | 0 | 1 | 0 | 1     |
| 17                     | Jackeline Rentería   | Lucha              | Londres 2012 Pekín 2008                     | 0 | 0 | 2 | 2     |
| 17                     | Carlos Ramírez Yepes | Ciclismo BMX       | Tokio 2020 Río de Janeiro 2016              | 0 | 0 | 2 | 2     |
| 17                     | Clemente Rojas       | Boxeo              | Múnich 1972                                 | 0 | 0 | 1 | 1     |
| 17                     | Alfonso Pérez        | Boxeo              | Múnich 1972                                 | 0 | 0 | 1 | 1     |
| 17                     | Jorge Julio Rocha    | Boxeo              | Seúl 1988                                   | 0 | 0 | 1 | 1     |
| 17                     | Ximena Restrepo      | Atletismo          | Barcelona 1992                              | 0 | 0 | 1 | 1     |
| 17                     | Mabel Mosquera       | Halterofilia       | Atenas 2004                                 | 0 | 0 | 1 | 1     |
| 17                     | María Luisa Calle    | Ciclismo           | Atenas 2004                                 | 0 | 0 | 1 | 1     |
| 17                     | Óscar Muñoz          | Taekwondo          | Londres 2012                                | 0 | 0 | 1 | 1     |
| 17                     | Carlos Oquendo       | Ciclismo BMX       | Londres 2012                                | 0 | 0 | 1 | 1     |
| 17                     | Ubaldina Valoyes     | Halterofilia       | Londres 2012                                | 0 | 0 | 1 | 1     |
| 17                     | Ingrit Valencia      | Boxeo              | Río de Janeiro 2016                         | 0 | 0 | 1 | 1     |
| 17                     | Tatiana Rentería     | Lucha Libre        | París 2024                                  | 0 | 0 | 1 | 1     |

### Deportes olímpicos
A lo largo de la historia olímpica de Colombia, el país ha destacado en halterofilia, BMX y triple salto. Además, ha obtenido medallas en atletismo, boxeo, judo, lucha, taekwondo, tiro deportivo y gimnasia artística, logrando presea en 9 deportes diferentes.
| Disciplina         |   |    |    | T  | Detalle |
| ------------------ | - | -- | -- | -- | --- |
| Halterofilia       | 2 | 6  | 3  | 11 | María Isabel Urrutia, Sídney 2000, 75 kg Óscar Figueroa, Río de Janeiro 2016, 62 kg Diego Salazar Quintero, Pekín 2008, 62 kg Leidy Solís, Pekín 2008, 69 kg Óscar Figueroa, Londres 2012, 62 kg Luis Mosquera, Tokio 2020, 67 kg Yeison López, París 2024, 89 kg Mari Leivis Sánchez, París 2024, 71 kg Mabel Mosquera, Atenas 2004, 53 kg Ubaldina Valoyes, Londres 2012, 69 kg Luis Mosquera, Río de Janeiro 2016, 69 kg |
| Ciclismo           | 2 | 2  | 4  | 8  | Mariana Pajón, Londres 2012, BMX Mariana Pajón, Río de Janeiro 2016, BMX Mariana Pajón, Tokio 2020, BMX Rigoberto Urán, Londres 2012, Ciclismo en ruta María Luisa Calle, Atenas 2004, Ciclismo en pista Carlos Oquendo, Londres 2012, BMX Carlos Ramírez Yepes, Río de Janeiro 2016, BMX Carlos Ramírez Yepes, Tokio 2020, BMX                                                                                             |
| Atletismo          | 1 | 3  | 1  | 5  | Caterine Ibargüen, Río de Janeiro 2016, Triple salto Caterine Ibargüen, Londres 2012, Triple salto Anthony Zambrano, Tokio 2020, 400m planos Sandra Lorena Arenas, Tokio 2020, 20 km marcha Ximena Restrepo, Barcelona 1992, 400 m planos |
| Boxeo              | 0 | 1  | 4  | 5  | Yuberjen Martínez, Río de Janeiro 2016, 49 kg Alfonso Pérez, Múnich 1972, 60 kg Clemente Rojas, Múnich 1972, 57 kg Jorge Julio Rocha, Seúl 1988, 54 kg Ingrit Valencia, Río de Janeiro 2016, 51 kg |
| Lucha              | 0 | 0  | 3  | 3  | Jackeline Rentería, Pekín 2008, 55 kg Jackeline Rentería, Londres 2012, 55 kg Tatiana Rentería, París 2024, 76 kg |
| Tiro deportivo     | 0 | 2  | 0  | 2  | Helmut Bellingrodt, Múnich 1972, Blanco móvil 50 m Helmut Bellingrodt, Los Ángeles 1984, Blanco móvil 50 m |
| Judo               | 0 | 1  | 1  | 2  | Yuri Alvear, Río de Janeiro 2016, 70 kg Yuri Alvear, Londres 2012, 70 kg |
| Gimnasia artística | 0 | 1  | 0  | 1  | Ángel Barajas, París 2024, barra fija |
| Taekwondo          | 0 | 0  | 1  | 1  | Óscar Muñoz, Londres 2012, 58 kg |
| TOTAL              | 5 | 16 | 17 | 38 | |

## Estadísticas de medallería por deportes
| Disciplinas Deportivas | Medalla de oro | Medalla de plata | Medalla de bronce | Total | Rnk |
| ---------------------- | -------------- | ---------------- | ----------------- | ----- | --- |
| Halterofilia           | 2              | 6                | 3                 | 11    | 24  |
| Ciclismo               | 2              | 2                | 4                 | 8     | 19  |
| Atletismo              | 1              | 3                | 1                 | 5     | 57  |
| Tiro deportivo         | 0              | 2                | 0                 | 2     | 53  |
| Boxeo                  | 0              | 1                | 4                 | 5     | 53  |
| Judo                   | 0              | 1                | 1                 | 2     | 41  |
| Gimnasia artística     | 0              | 1                | 0                 | 1     | 40  |
| Lucha                  | 0              | 0                | 3                 | 3     | 58  |
| Taekwondo              | 0              | 0                | 1                 | 1     | 38  |
| Total                  | 5              | 16               | 17                | 38    | 68  |